# Charles Napier Kennedy

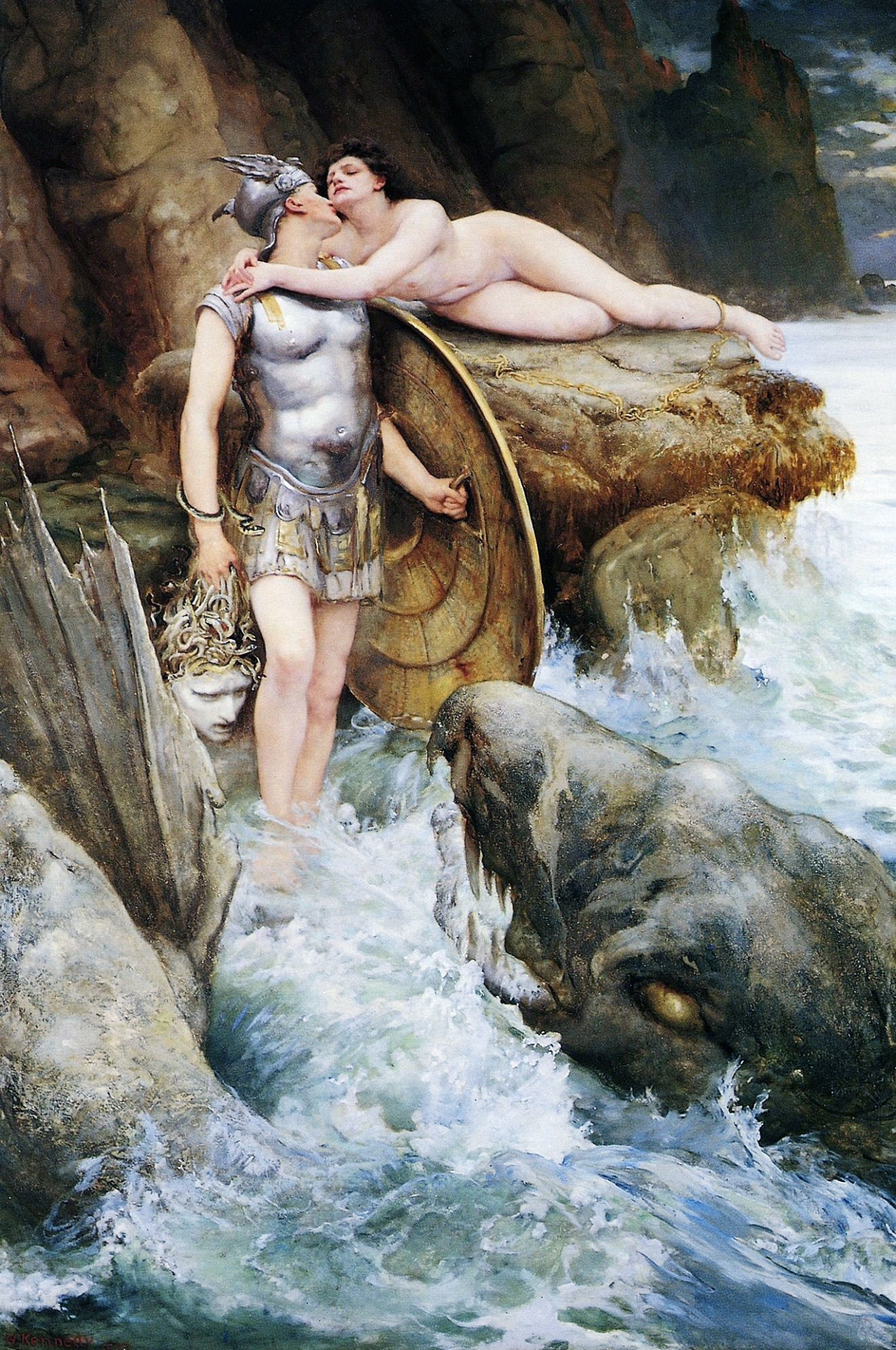
Perseus and Andromeda (1890)

Charles Napier Kennedy (1852, Londres-1898, St Ives) fue un artista británico. Estudió en la Slade School y fue famoso por sus pinturas mitológicas.
Fue elegido miembro del Royal Institute of Oil Painters en 1883 y se convirtió en Asociado de la Royal Hibernian Academy en 1896.
Su esposa Lucy (de soltera Marwood) fue también una artista. Kennedy falleció en St Ives, Cornualles, en 1898, a la edad de 46 años.